# Tecate (California)
Tecate es un área no incorporada ubicada en el condado de San Diego en el estado estadounidense de California. La localidad se encuentra ubicada adyacentemente a la ciudad de Tecate, Baja California, México. Tecate cuenta con una población de 207 personas, mientras que el 71.01 de la población es de origen hispano o latino de cualquier raza.
Esta población es conocida popularmente como Tecatito por parte de los vecinos habitantes de la ciudad homónima mexicana.

## Geografía
Tecate se encuentra ubicada en las coordenadas 32°34′N 116°37′O / 32.567, -116.617.